# Atlético Cataluña Club de Fútbol
El Atlético Cataluña Club de Fútbol fue un club de fútbol del barrio de San Andrés de Palomar de la ciudad de Barcelona, España.

## Historia
En el año 1922 se creó un club llamado CD Filatures en el barrio de San Andrés de Palomar, como un club deportivo de la empresa Compañía Anónima Hilaturas de Fabra y Coats. El club practicaba el fútbol, el tenis y el baloncesto en el terreno amateur. Durante las temporadas 1927-1930 y 1940-1943, la sección de baloncesto realizó actuaciones destacadas. El equipo de fútbol realizó su mejores campañas en las temporadas 1933-1935 y 1944-1947. El club lucía camiseta con franjas blancas y negras y pantalón negro.
En el año 1953 adoptó el nombre de CD Fabra i Coats e inició una época de crecimiento deportivo. El 1953-54 fue campeón del Campeonato Comarcal de Aficionados. El 1954-55 fue campeón de Segunda Categoría Regional y el 1955-56 campeón de Primera Categoría Regional, disputando la fase de ascenso a Tercera División, categoría que alcanzó. Desde 1956 jugó en Tercera División, destacando la temporada 1959-1960 en que disputó la liga de ascenso a Segunda División. También destacó en las temporadas 1960-61 y 1961-62 en las que se clasificó 5.º y 4.º respectivamente, y la 1962-63 en que volvió a disputar la fase de ascenso a segunda.
En 1965 nació el Atlético Cataluña Club de Fútbol, después de estrechar lazos con el FC Barcelona. El equipo cambió de uniforme por uno azulgrana, con las franjas más estrechas que las del Barça y con pantalón azul.
Jugadores destacados fueron Pimentel
Casimiro sin quilez calle Llorente baños López bravo Felipe jube
Todos canteranos del barça que fueron campeones de España y Cataluña
Entrenados por Oriol Tort.
Todos jugadores en categoría tercera división Nacional.
De la unión de Atlético de Cataluña
y Condal C.de F. nació lo que es hoy el Barça B.

## Estadio
El club disputaba sus partidos en el Camp de la Fabra i Coats, situado en la Rambla de Fabra i Puig del barrio de San Andrés de Palomar de Barcelona, donde hoy día se encuentran las instalaciones del Club Natació Sant Andreu. Tenía unas dimensiones de 93 x 54 metros y una capacidad de 4700 espectadors, 800 asientos y 3900 de pie.

## Temporadas
CD Fabra i Coats
- 1956-1957: 3a División 7.º
- 1957-1958: 3a División 6.º
- 1958-1959: 3a División 15.º
- 1959-1960: 3a División 2.º, disputó la promoción de ascenso.
- 1960-1961: 3a División 5.º
- 1961-1962: 3a División 4.º
- 1962-1963: 3a División 1.º, disputó la promoción de ascenso.
- 1963-1964: 3a División 16.º
- 1964-1965: 3a División 17.º

Atlético Cataluña
- 1965-1966: 3a División 16.º
- 1966-1967: 3a División 11.º
- 1967-1968: 3a División 12.º
- 1968-1969: 3a División 13.º
- 1969-1970: 3a División 12.º

## Evolución del uniforme
|  |  |  |